# اوبرشارفورر

بند سر شانه اس‌اس-اوبرشارفورر

اوبرشارفورر (آلمانی: Oberscharführer؛ «رهبر ارشد جوخه») یک درجه در حزب ناسیونال‌سوسیالیست کارگران آلمان بود که بین سال‌های ۱۹۳۲ و ۱۹۴۵ موجود بود. معنی این نام، «رهبر ارشد جوخه» است و نخستین بار توسط اس آ و به‌دلیل توسعهٔ اعضای اس آ در اواخر دههٔ ۱۹۲۰ و اوایل دههٔ ۱۹۳۰ ایجاد شد.